# Paepalanthus polyandrus
Paepalanthus polyandrus är en gräsväxtart som beskrevs av Silveira. Paepalanthus polyandrus ingår i släktet Paepalanthus och familjen Eriocaulaceae. Inga underarter finns listade i Catalogue of Life.